# Izomorfizam (sociologija)
U sociološkoj struci, izomorfizam je podudarnost sustava ili strukture jedne organizacije s onima druge, bilo da je rezultat autonomnog razvoja pod sličnim restrikcijama ili rezultat oponašanja. Model institucionalnog izomorfizma su razvili Paul DiMaggio i Walter Powell. Model sustava se pojavljuje u njihovom djelu The Iron Cage Revisited iz 1983. godine. Izraz „izomorfizam” preuzet je od matematičkog koncepta izomorfizma.
U kontekstu globalizacije, izomorfizam je ideja da na suvremene nacije utječe svjetski model institucionalizacije, koji je konstruiran i promoviran kroz globalne kulturne i asocijacijske procese. Konvergencija politikâ diljem svijeta je još jedan primjer izomorfizma među nacionalnim državama. Primjer je Europska unija, u kojoj države usklađuju politike vođene institucionalnim pritiscima kao što su direktive, propisi, kohezijski fondovi i mehanizmi suradnje. To je u suprotnosti s teorijama prijenosa/širenja politika, koje općenito pretpostavljaju više slobode zasebnih država u donošenju odluka o svojim sustavima.

## Vrste institucionalnog izomorfizma
Postoje tri glavne vrste institucionalnog izomorfizma: 
- normativni
- prisilni
- mimetički

Razvoj ovih triju vrsta izomorfizma također može dovesti do izomorfnih paradoksa koji isti taj razvoj sputavaju. Konkretno, ovi izomorfni paradoksi povezuju se s nadležnosti organizacije, resursima, odgovornošću i profesionalizacijom organizacije.
Takve sličnosti, tj. izomorfne promjene, otkrili su istraživači, objašnjavajući da usprkos svim mogućim oblicima nastalih rasporedom detalja u cjelini lokalnih ekonomskih snaga, odnosa moći i oblika tradicionalne kulture od kojih bi se moglo sastojati, time bi prijašnje izolirano otočno društvo koje je stvorilo kontakt s ostatkom svijeta brzo poprimilo standardizirane oblike i doimalo bi se sličnim stotinu drugih nacionalnih država diljem svijeta. Izomorfni razvoj tog istog zaključka pojavljuje se iz karakteristika nacionalnih država, to jest ustavnih oblika koji ističu i državnu moć i prava pojedinca, masovnih školskih sustava koji su organizirani oko izrazito standardnog kurikuluma, racionaliziranog ekonomskog i demografskog vođenja dokumentacije i sustava podataka, antinatalističkog (etički i moralni stav koji negativno vrednuje ljudsku reprodukciju) stanovništva kontrolne politike prilagođene poboljšanju nacionalnog razvoja, formalno izjednačen status i prava žena, proširena ljudska prava općenito, progresivne ekološke politike, razvojno usmjerena gospodarska politika, univerzalistički sustavi socijalne skrbi, standardne formulacije bolesti i zdravstvene skrbi, pa čak i neke osnovne demografske varijable. Ove izomorfizme teško je objasniti teorijama koje razmišljaju o razlikama među nacionalnim ekonomijama i kulturnim tradicijama, međutim, oni su racionalni rezultati ako su nacionalne države tvorevine svjetskog kulturnog uređenja.

### Normativni izomorfizam
Normativna izomorfna promjena potaknuta je pritiscima koje donose profesije. Jedan od načina na koje se do nje dolazi je legitimizacija svojstvena licenciranju i priznavanju obrazovnih dostignuća. Drugi načini su međuorganizacijske mreže koje sadržavaju organizacije. Norme razvijene tijekom obrazovanja uvode se u organizacije. Međusobno zapošljavanje između postojećih industrijskih tvrtki također potiče izomorfizam. Ljudi s istim obrazovanjem također će pristupiti istim problemima na sličan način. Socijalizacija na poslu dodatno ojačava ove usklađenosti.
Normativni izomorfizam je u suprotnosti s mimetičkim izomorfizmom, gdje neizvjesnost motivira imitaciju, i gotovo je identičan prisilnom izomorfizmu, gdje su organizacije prisiljene mijenjati se ovisno o vanjskim silama.

### Prisilni izomorfizam
Prisilna izomorfna promjena podrazumjeva pritiske koje druge organizacije, ovisne o kulturološkim očekivanjima društva, vrše na pojedinu organizaciju. Primjer su Vladini mandati, ugovorna prava ili zahtjevi za financijskim izvješćima. Prema DiMaggiu, »organizacije su sve više kompaktne u sklopu danih domena i sve su više organizirane oko rituala usklađenosti sa širim institucijama«. Političke organizacije također normaliziraju takav sustav. 
Prisilni izomorfizam je u opreci s mimetičkim izomorfizmom, gdje nesigurnost potiče oponašanje. Sličan je normativnom izomorfizmu, gdje profesionalni kriteriji i mreže utječu na izmjenu. Na podružnice sličan utjecaj mogu imati velike korporacije.

### Mimetički izomorfizam
Mimetički izomorfizam odnosi se na tendenciju organizacije da imitira strukturu druge zbog uvjerenja da je struktura te organizacije korisna. Ovo ponašanje se primarno pojavljuje kada su ciljevi organizacije ili sredstva za ostvarivanje tih ciljeva nejasni. U tom slučaju, imitiranje druge organizacije čiji se način rada smatra legitimnim postaje „sigurniji” način za daljnje napredovanje. 
Za primjer se može uzeti regionalno sveučilište koje se bori s raznim poteškoćama te odluči zaposliti glasovitog profesora kao člana fakultetskog osoblja kako bi sveučilište bilo poistovjećeno s nekim daleko prestižnijim (npr. nekom od institucija Lige bršljana). 
Mimetički izomorfizam je u kontradikciji s prisilnim izomorfizmom, gdje su organizacije primorane mijenjati se vanjskim silama, ili normativnim izomorfizmom, gdje profesionalni standardi i mreže utječu na njihovu promjenu. Izraz su primijenile tvrtke kao što su McKinsey & Co. kao dio svojih preporuka tvrtkama koje prolaze kroz preoblikovanje ili druge organizacijske promjene.